# Ману Чао
Ману Чао (шп. Manu Chao), право име Хосе-Мануел Томас Артур Чао (шп. Jose-Manuel Thomas Arthur Chao; Париз, 21. јун 1961) је француско-шпански музичар.

## Биографија
Отац му је писац и новинар Рамон Чао из Вилалбе у Галицији, а мајка Фелиса Ортега је баскијског порекла нз града Билбаа у Баскији. Преселили су се у Француску у време диктатуре Франсиска Франка, будући да је његов деда био осуђен на смрт. Недуго после Мануовог рођења, породица се преселила у предграђе Париза, те је већи део детињства провео у Булоњ Бијанкуру и Севру. Одрастајући био је у додиру са великим бројем уметника и интелектуалаца, од којих су многи били познаници његовог оца. Своја искуства из детињства Чао наводи као инспирацију за неке од његових песама.
Био је познат у париској алтернативној музичкој сцени као члан бендова Hot Pants и Los Carayos. 1987. године је заједно са својим братом Антоаном формирао састав . До свог распада 1995. година, бенд је био познат у Француској и правио је турнеје по Јужној Америци.
После распада, Ману Чао је отишао у Средњу Америку, где је наредне четири године провео путујући по планинским гудурама, наоружан акустичном гитаром и четвороканалним рекордером. Уследио је први соло пројекат Clandestino (1998), минималистички састављен од гитара, удараљки и дечјих инструмената. Са песмом Welcome To Tijuana успео је да направи праву весело-ироничну химну о добро познатом градићу на мексичкој граници са САД, где царују шверц и лака уживања (Welcome to Tijuana / Tequilla, sexo, marijuana...). Са нагласком на теме као што су илегална имиграција и државна репресија, албумом је провејавао оштар друштвено-политички коментар уперен у правцу капиталистичке експлоатације Трећег света. На албуму Próxima Estación: Esperanza (2001), потенцирајући реге звук, Ману Чао између осталог укључује и један рецитатив на руском. Албум је добио награду лондонског Би-Би-Сија за најбољи албум светске музике.
Ману Чао пева на француском, шпанском, галицијском, арапском, енглеском, португалском и волоф језику. Често користи више језика у истој песми.
Ману Чао је несумњиво аутентична појава на светској музичкој сцени. Услед свог мешаног порекла, а пре свега својом музиком, постао је један од најупечатљивијих репрезената глобалног мултикултуралног друштва, и истовремено један од најбурнијих критичара процеса економске глобализације. Његова реторика се креће у поједностављеним оквирима романтичних анархо тенденција, на трагу благе идеолошке параноје: "Оно што морамо да урадимо јесте да кажемо 'Не' оваквом свету чији даљи развој води у самоуништење."
Ипак, Ману Чао се, паралелно са продирањем на тржиште САД, уплео у ону врсту контрадикције која се јавља код свих извођача који се боре против корпоративног капитализма - објављивањем албума под окриљем таквих мултинационалних корпорација какве су Virgin и EMI, донекле се тривијализовао социјални садржај његове музике, уз бојазан да изгуби свој антиглобализацијски потенцијал.

## Дискографија

### Албуми
- (студијски албум, 1998)
- (студијски албум, 2001)
- (албум уживо, 2002)
- (студијски албум, 2004)
- (студијски албум, 2007)
- (уживо у Мексику, 2008)
- (албум уживо, 2009)

### Синглови
- (1999)
- (2000)
- (2001)
- (2001)
- (2002)
- (2004)
- (2007)

### DVD
- (2002)
- (2005)